# Dětkovice (Moravia meridionale)
Dětkovice (in tedesco Dietkowitz) è un comune della Repubblica Ceca facente parte del distretto di Vyškov, in Moravia Meridionale.